# Bermuda ai Giochi della XX Olimpiade
Bermuda partecipò ai Giochi della XX Olimpiade che si sono svolti a Monaco di Baviera dal 26 agosto all'11 settembre 1972, con una delegazione di 9 atleti impegnati in tre discipline per un totale di quattro competizioni.  Il portabandiera fu il quarantenne velista Kirk Cooper, alla sua terza Olimpiade.
Fu l'ottava partecipazione di questo paese ai Giochi. Non fu conquistata nessuna medaglia.